# Bisturi! Nessuno è perfetto
Bisturi! Nessuno è perfetto è stato un programma televisivo italiano, trasmesso da Italia 1 dal 27 gennaio 2004, della durata di sette puntate, condotto da Irene Pivetti e Platinette.

## Il programma
Diretto da Roberto Cenci, condotto da Irene Pivetti e Platinette, era incentrato sui cambiamenti legati alla chirurgia estetica. Il programma si proponeva come una versione moderna del vecchio format Il brutto anatroccolo, che si prefiggeva l'obiettivo di rendere belli i partecipanti senza però l'utilizzo di operazioni chirurgiche. In Bisturi!, invece, il cambiamento viene attuato attraverso diversi tipi di operazioni chirurgiche di bellezza e vengono mandati in onda anche spezzoni tratti dal "durante" l'operazione chirurgica. Il programma ha ereditato dal Brutto anatroccolo la celebre formula dello specchio, durante la quale il partecipante si specchia per scoprire la sua nuova fisionomia dopo l'intervento. Molti interventi chirurgici sono seguiti dal chirurgo estetico Roy De Vita, attuale marito di Nancy Brilli, sempre in collaborazione, per la parte anestesiologica, con il Dott. P. Di Marco.
Inviato in esterna della trasmissione era Gigi Garretta.
A questo programma hanno partecipato anche alcuni personaggi famosi, come I Cugini di Campagna, che si sono rivolti alla trasmissione per modificare il loro look, e Lorena Forteza, nota come una delle protagoniste del film di Leonardo Pieraccioni Il ciclone che ha chiesto aiuto alla trasmissione per ritornare al suo peso forma, tramite sedute intensive di palestra e una dieta particolare.

### Critiche e polemiche
Il programma ha ricevute molte critiche. Codacons e Moige ne hanno chiesto la chiusura, mentre il Los Angeles Times lo ricollegò allo stile Berlusconi. Altre critiche arrivarono dall'Ordine dei Medici di Milano e dall'Osservatore Romano, mentre diverse aziende decisero di ritirare gli spazi pubblicitari acquistati all'interno della trasmissione. Il critico televisivo Aldo Grasso lo definì "Truculento e un po' ripugnante".
In Italia il programma è stato trasmesso con il bollino rosso del nocivo "Può nuocere ai minori".

### Collocazione in palinsesto
Il programma è andato in onda in prima serata su Italia 1 per sette puntate, dal 27 gennaio al 16 marzo 2004, nella serata del martedì. Nel 2008 su SKY Vivo, mentre Italia 1 lo ha riproposto nell'estate 2009, contemporaneamente alla messa in onda dello spin off Celebrity Bisturi. Le riproposizioni del 2009 sono dei montaggi delle storie più belle del programma, presentati da Irene Pivetti e già montate per precedenti repliche, andate in onda sempre su Italia 1 nell'agosto 2006. Altre repliche della trasmissione sono trasmesse da Mediaset Extra dal 2014.

## Celebrity Bisturi!
Nell'agosto 2009 viene proposta un'altra edizione del programma che propone l'esperienza dell'ultimo reality a cui Brigitte Nielsen ha preso parte nel 2008 dove ha effettuato operazioni di chirurgia plastica su quasi tutto il corpo.
Il programma va in onda su Italia 1 il lunedì in prima serata, per quattro puntate, condotto da Elisabetta Gregoraci con il titolo "Celebrity Bisturi". A seguire, in seconda serata, vanno in onda le repliche della prima serie andata in onda nel 2004.

### Ascolti
| Puntata | Data             | Telespettatori | Share  |
| ------- | ---------------- | -------------- | ------ |
| 1       | 27 gennaio 2004  | 4.256.000      | 16,73% |
| 2       | 3 febbraio 2004  | 3.680.000      | 14,86% |
| 3       | 10 febbraio 2004 | 3.028.000      | 11,36% |
| 4       | 17 febbraio 2004 | 3.183.000      | 13,40% |
| 5       | 24 febbraio 2004 | 3.318.000      | 14,69% |
| 6       | 9 marzo 2004     | 2.350.000      | 9,78%  |
| 7       | 16 marzo 2004    |                |        |